# デュタステリド

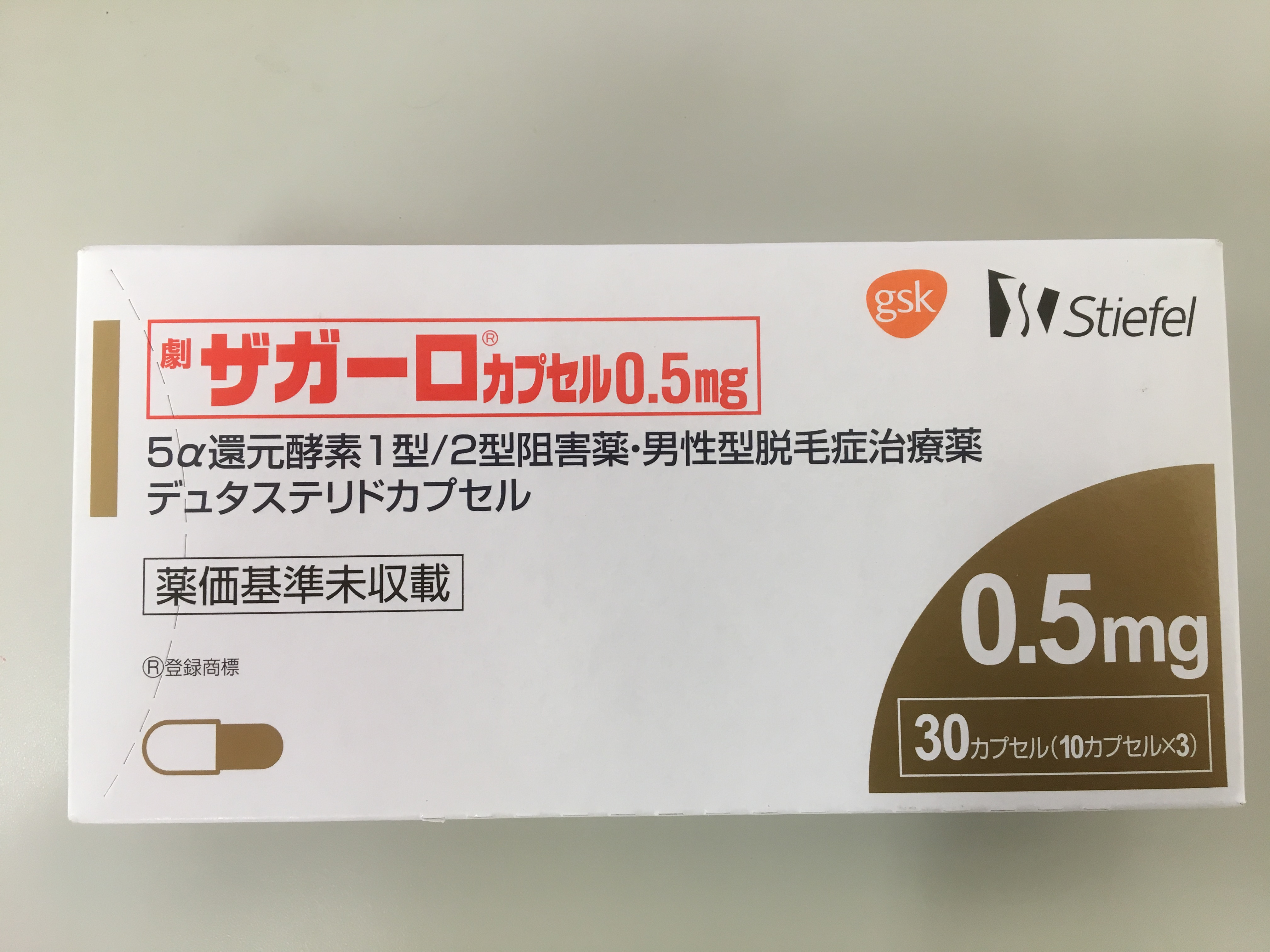
ザガーロ 包装

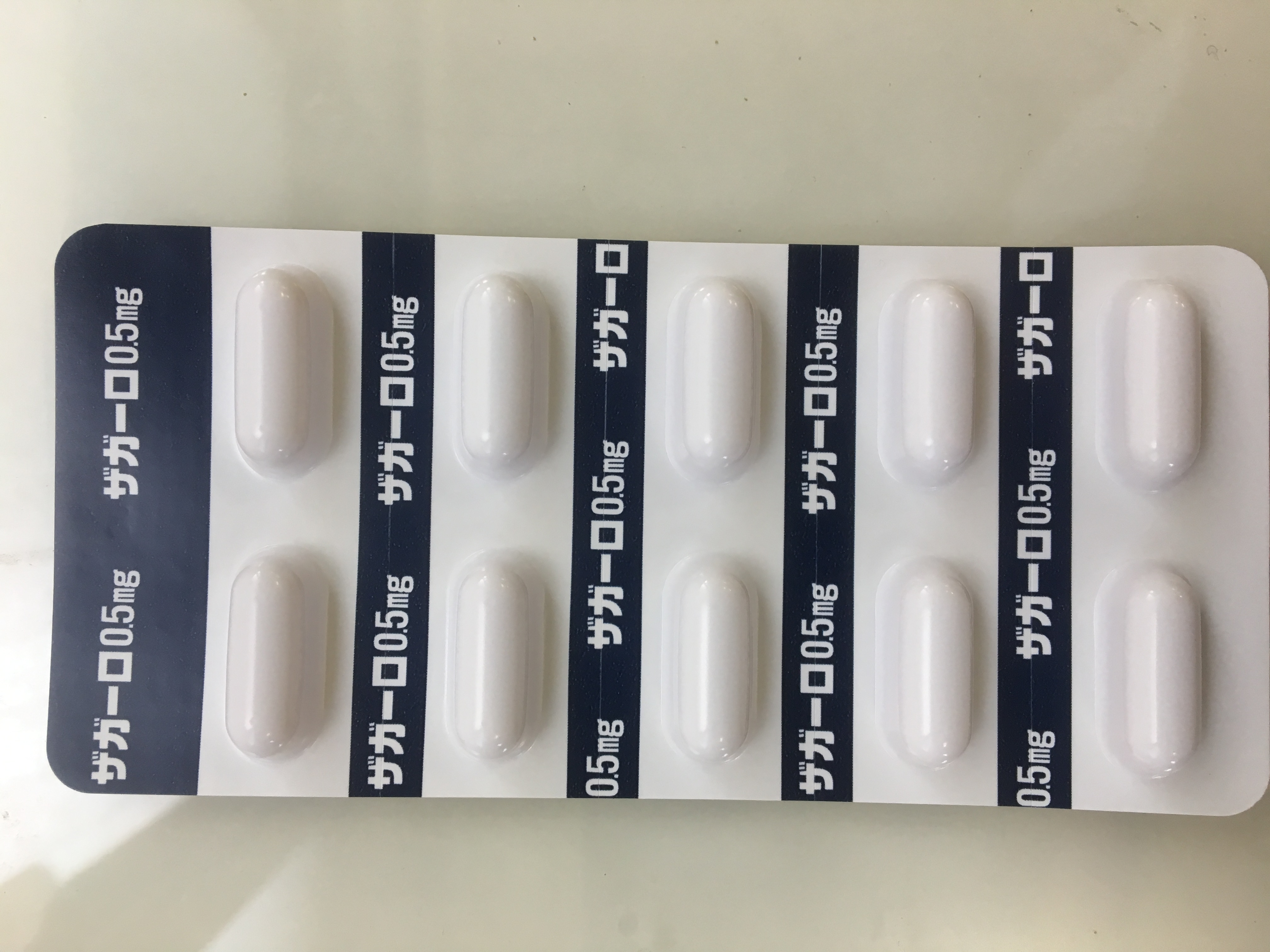
ザガーロ カプセル

デュタステリド（Dutasteride）は、テストステロンからのジヒドロテストステロン（DHT）生成を阻害する5α-還元酵素阻害薬である。前立腺肥大症の治療に使用されるが、日本と韓国では男性型脱毛症の治療にも使用される。日本での商品名はアボルブ（前立腺肥大症）、ザガーロ（男性型脱毛症）。イギリス・アメリカ・韓国ではAvodart、フィリピンではDUTAVOLVEなど。

## 効能・効果

### 前立腺肥大症
世界100か国以上で前立腺肥大の改善作用を承認されている。日本国内で実施された前立腺容積30cc以上の前立腺肥大症患者に対して実施された二重盲検比較試験で、用量依存的な前立腺容積の減少が認められた。24週間の連日投与により0.5mg 前立腺容積は平均3/4に縮小し、プラセボに比して有意な差を示した。またI-PSS（国際前立腺症状スコア）と最大尿流率の改善も確認されている。

### 男性における男性型脱毛症
日本と韓国で、デュタステリドが男性における男性型脱毛症の治療薬として承認されている（世界中で男性型脱毛症の適応承認を受けているのは、この2か国のみである）。保険収載はされていないので(自費治療・自由診療）。女性には承認されていない。容量は2種類で、0.1mgのものと0.5mgのものがある。抜け毛の防止効果はフィナステリドを上回ることが確認されており、フィナステリドでは不十分だった増毛効果もある。ただし毛根が失われた箇所については再生しない。増毛効果は、毛が長く太くなることと、単一毛根から複数の毛が生えることによる。円形脱毛症等には効果がない。また20歳未満での安全性および有効性は確立されていない。

## 禁忌
女性、小児・幼児・乳児・新生児、重度の肝機能障害のある患者、製剤成分に過敏症の既往歴のある患者 には禁忌である。フィナステリドに過敏症を示した患者にも使用してはならない。
妊娠中にデュタステリドや他の5α-還元酵素阻害薬を服用すると、胎児に悪影響を与える。これらの薬剤は皮膚から吸収されるので、妊婦または妊娠の可能性のある女性は薬剤を取り扱わないことが望ましい。カプセルの内容物に触れてしまった場合は、直ちに石鹸および流水で洗い流す事。
デュタステリド服用中の患者は献血してはならない。血中半減期が長いため、投与中止後6ヶ月間は献血できない。

## 副作用
重大な副作用として、肝機能障害（アボルブ：1.5%、ザガーロ：頻度不明）・黄疸（頻度不明）が記載されている。前立腺肥大症の日本国内臨床試験での副作用発現率は10.9%で、主な副作用は勃起不全（3.2%）、性欲減少、リビドー減退（1.7%）、乳房障害（女性化乳房、乳頭痛、乳房痛、乳房不快感）（1.5%）であった。男性型脱毛症の第II/III相国際臨床試験での副作用発現率は17.1%で、主な副作用は勃起不全（4.3%）、リビドー減退（3.9%）、精液量減少（1.3%）であった。

### 性的影響
この系統の薬剤は勃起不全の副作用を持つ。この副作用はQOL低下を来し、社会的ストレスの一因となる。また性欲低下の原因ともなる。薬剤服用中止後もこれらの副作用が継続し得るとの報告がある。

### 前立腺癌
デュタステリドの前立腺癌発生リスクに関する上昇・低下・中立的影響は確立していない。良性前立腺腫瘍の肥大および有病率を低下させることを示唆するデータがあるが、米国FDAはデュタステリドについて高悪性度前立腺癌のリスクが上昇する旨を警告している。
デュタステリドが前立腺癌を増やすのか減らすのかという影響とは別に、デュタステリドやフィナステリドなどの5α-還元酵素阻害薬は、血清PSAの値を低下させ、PSA高値と根拠とした前立腺癌の確定診断の検査を受ける機会を減少させることが懸念されている。デュタステリドを服用中に前立腺癌が発生した場合、PSAの値が低く抑制されていることで診断が遅れ、早期治療の機会を逃して後期ステージに進展する可能性がある。

### その他のリスク
2008年には、死亡リスクや他の重篤な事象の危険性を減少させるか否かについては充分なデータがないとされている。2017年には、血糖値と血中脂質を増加させて糖尿病や高脂血症、非アルコール性脂肪肝炎(NAFLD)のリスクを増加させることが報告されている。

## 作用機序
デュタステリドは5α-還元酵素阻害薬に属する薬剤で、3-オキソ-5α-ステロイド-4-デヒドロゲナーゼを阻害してテストステロンがジヒドロテストステロン（DHT）に変換される過程を遮断する。DHTはテストステロンよりも強力なアンドロゲンであり、前立腺に作用する主要なアンドロゲンである:20。またDHTは頭髪の毛乳頭細胞に作用して毛周期の内の成長期を短縮させて硬毛を軟毛へと変え、最終的に脱落させる:21。従ってDHTの生成を抑える事で、前立腺の肥大および頭髪の脱毛が抑制される。

### デュタステリドとフィナステリドの比較
フィナステリドも前立腺肥大症（BPH）や男性型脱毛症（AGA）の治療薬として承認されている同種同効薬である。
デュタステリドは5α-還元酵素のSRD5A1、SRD5A2、SRD5A3を阻害する。一方のフィナステリドはSRD5A2およびSRD5A3を阻害する。半減期はデュタステリドの方が長く、3.4±1.2週間である。（フィナステリドは4時間。）

## 承認取得状況
2001年11月、米国でFDAが前立腺肥大症治療薬として承認。
2009年7月、日本で厚生労働省が前立腺肥大症治療薬として承認。
2015年9月、日本で男性型脱毛症治療薬として承認。